# Чабишур
Чабишур — деревня в Увинском районе Удмуртии, входит в Увинское сельское поселение. Находится в 4 км к северо-западу от посёлка Ува и в 68 км к западу от Ижевска.